# Torp (Zweden)
Torp is een plaats in de gemeente Mönsterås in het landschap Småland en de provincie Kalmar län in Zweden. De plaats heeft 79 inwoners (2005) en een oppervlakte van 23 hectare.